# جانلوکا بزینا
جانلوکا بزینا (به انگلیسی: Gianluca Bezzina) (زاده ۹ نوامبر ۱۹۸۹) خواننده مالتی است.
او در مسابقه آواز یوروویژن ۲۰۱۳ نماینده مالت بود.